# Torre di Capo Rama
La Torre di Capo Rama  è una torre di difesa costiera che faceva parte del sistema di Torri costiere della Sicilia, quale sistema difensivo di avvistamento dei navigli saraceni. Infatti le coste mediterranee erano tormentate dai corsari barbareschi, e dai corsari ottomani.

Si trova proprio sul promontorio che costituisce il Capo Rama nelle località di "Capo Rama" ed agli “Androni”, sulla punta estrema della scogliera, a picco sul mare, all'interno della Zona A della Riserva naturale orientata Capo Rama, in provincia di Palermo ricadendo nel territorio comunale di Terrasini.
È raggiungibile facilmente dall'uscita Terrasini dell'autostrada A29 Palermo-Mazara del Vallo.

## Toponimo
L'origine del toponimo è controversa, potrebbe discendere dall'accezione agricola ramo/rama forse con collegamento al toponimo corrotto Androni che è trascrizione italianizzata di reinterpretazione paretimologica con probabile derivazione dal siciliano "agghiannuni", ghianda di grande grossezza, con riferimento ad antico boschetto di quercia spinosa (Quercus coccifera), che oggi sopravvive solo come vegetazione relitto nella riserva e nel territorio circostante, e di cui sopravvive qualche decina di esemplari. Infatti anche nella cartografia ufficiale dell'Istituto Geografico Militare il toponimo è stato trascritto come  Aglianarone .
Secondo altra interpretazione il toponimo è di origine araba riconducibile alla radice  rwm , con il significato di: essere in alto . Derivazione corroborata dal lemma siriaco  rama : altura, che ben corrisponde alla morfologia del luogo essendo Capo Rama un promontorio di 32 metri a picco sul mare.

## Storia e Architettura
La torre è tra le più antiche esistenti di impianto circolare, con tipologia simile a quelle di Capo Mongerbino, della Torre del Rotolo, di Torre di Mondello, e di Torre di Isola delle Femmine detta di dentro (terraferma), e probabilmente fu costruita nel 1405 al tempo del re di Sicilia Martino il giovane.
È il manufatto più antico esistente nel territorio comunale di Terrasini e risulta inserita in tutti gli elenchi ufficiali delle torri che costituivano il complesso e articolato sistema di avvistamento costiero. La torre di Capo Rama faceva parte delle 11 torri controllate dal Senato della Città di Palermo, di cui rappresentava la propaggine più occidentale.
È citata dal Fazello nel 1558, mentre Tiburzio Spannocchi nel 1578 raccomandava di rifare il lastricato del solaio visto che sussistevano infiltrazioni d'acqua nell'ambiente sottostante. Da uno dei suoi acquarelli è ben visibile che la torre aveva come mezzo di accesso una scala di legno, semplicemente appoggiata, e che sul tetto lastricato si ergeva un'asta per le segnalazioni.
Nel 1584 Camillo Camilliani riporta che la torre, essendo di vecchia concezione non poteva supportare le artiglierie di quel tempo, ma nello stesso tempo ne riconosce l'utilità: … per la corrispondenza de' segnali .
Nel 1594, e poi ancora nel 1596 la torre è citata nei documenti della Deputazione del Regno di Sicilia, sia per spese di riparazioni varie, sia perché fu deciso di incrementare il personale della guarnigione da due a tre  torrari .
Nel 1714 Castellalfero, riporta che: …il capo Rama viene guardato da una torre rotonda, munita di un cannone di ferro e custodita da tre uomini di guardia… 
Infine viene citata dal Marchese di Villabianca nel 1797, mentre nel 1867 è ricompresa tra le opere militari da dismettersi.
Attualmente non ha alcun uso e si presenta in mediocri condizioni pur dopo la messa in sicurezza effettuata dalla Soprintendenza ai BB.CC.AA. di Palermo, a cura dell'architetto Lina Bellanca sia nel 2004 sia nel 2005 che ne ha bloccato la completa rovina 

## Torri in collegamento visivo
La sua posizione era assolutamente strategica per le comunicazioni con i fani, assicurando il collegamento con la Torre Alba e con Torre Mulinazzo ad est in direzione di Palermo.
In direzione di Trapani ad ovest, con Torre Toledo o Paternella, e quindi in condizioni di ottima visibilità con il Castello di Calatubo con il vecchio Castello di Alcamo posto sulla cima del Monte Bonifato, con il Castello al Mare di Castellammare del Golfo. Sul lato ovest del Golfo di Castellammare, era in collegamento con la Torre della Tonnara di Scopello, con Torre Bennistra sulla collina al di sopra di Scopello, e con Torre dell'Usciere presso San Vito Lo Capo.

## Descrizione e aspetto attuale
Purtroppo la torre sta ruinando a poco a poco, considerato che il materiale di costruzione è costituito da pietrame informe costipato con scaglie di calcare locale legato da una calce povera.
Presenta una circonferenza di circa 25 metri che si ergono su di una modesta zoccolatura circolare variante dai 40 ai 160 centimetri.
Da una ricognizione personale effettuata agli inizi degli anni settanta, era ancora esistente il vano della porta di accesso al piano abitabile a pianta quadrata di circa 4 metri di lato, esistenti anche una finestrella sul lato ovest alla sua sinistra ed il camino con mensolone in pietra grezza. Sussistevano tracce dell'intonaco e del tubo di terracotta, il catuso , che serviva per lo scolo dell'acqua dal solaio lastricato sino alla sottostante cisterna, mentre il tetto del vano era a volta ed intonacato.
Già allora la scala di accesso al solaio lastricato era crollata, così come parte dello stesso. Attualmente (2009) la torre si presenta puntellata nella volta ed è pericolosissimo cercare di accedervi. Una discreta documentazione fotografica è reperibile sul sito della Riserva Naturale Orientata Capo Rama.